# Paula Seling
Paula Seling (Baia Mare, 25 dicembre 1978) è una cantante rumena.
Con il brano Playing With Fire ha rappresentato, duettando con Ovi, la Romania all'Eurovision Song Contest 2010, ottenendo il terzo posto in finale. Sempre in duetto con Ovi, ha rappresentato nuovamente la sua nazione all'Eurovision Song Contest 2014 con la canzone "Miracle", arrivata undicesima.

## Carriera musicale

### 2002-2008
Seling ha firmato un contratto con la Roton Records nell'autunno del 2002, dopo aver vinto il Golden Stag trofeo internazionale. Nel 2003 ha vinto un MTV Music Award per il rumeno "Best Music Video", per un video che ha co-diretto. Nei primi mesi del 2005 ha lanciato la sua propria etichetta discografica, "Unicorn Records Romania", insieme con il padre e il fratello. Ha cantato in duetto con Al Bano, Anita Doth che (da 2 Unlimited) e Tony Hawks. Si è esibita per Joan Baez (27 giugno 1997), Chick Corea (9 novembre 1998), Michael Bolton (7 luglio 2007), Beyoncé (26 ottobre 2007).

### 2009
Il suo album più recente è Believe, pubblicato nel 2009. Il primo singolo di questo album è "Believe" che è giunto nella top 40 della Top 100 rumeni. Il lancio ufficiale di Believe è stato il 10 giugno, 2009 alle Siver Church Club, a Bucarest. Da agosto a dicembre 2009 fece un tour in Canada e in Europa occidentale. Ha preso parte al Golden Stag 2009 Festival, a settembre, come giudice.

### 2010
Dopo il festival Golden Stag, Ovi, che ha vinto il concorso, ha suggerito alla Seling che avrebbero dovuto fare qualcosa insieme in futuro. Lei accettò e i due hanno partecipato alla finale nazionale per l'Eurofestival 2010 con la nazione Playing with fire. Hanno vinto la finale e così i due hanno rappresentato la Romania a Oslo, conquistando il terzo posto in finale. Nello stesso anno la Seling presenta una canzone in italiano per partecipare a Sanremo. I due inoltre presentano, a San Silvestro, la finale nazionale romena per l'ESC 2011.

### 2014
Di nuovo in coppia con Ovi, vince la finale romena per l'ESC 2014 con il brano Miracle che si classifica all'11 posto della finale di Copenaghen dopo aver superato agevolmente la semifinale.
| Anno   | Tipo                             | Premio                                 | Risultato       |
| ------ | -------------------------------- | -------------------------------------- | --------------- |
| 2002   | Golden Stag Festival             | Golden Stag Trophy                     | Vincitore/trice |
| 2002   | Romanian Musical Industry Awards | Best Female                            | Vincitore/trice |
| 2002   | MTV Romanian Music Awards        | Best Music Video                       | Vincitore/trice |
| 2002   | "Avantaje" Magazine              | Woman of the Year                      | Vincitore/trice |
| 2000's | Fildorf Festival                 | Various Awards                         | Vincitore/trice |
| 2010   | Selectia nationala               | Romania in the Eurovision Song Contest | Vincitore/trice |
| 2010   | RRA Awards                       | Best Pop Album                         | Vincitore/trice |
| 2010   | RRA Awards                       | Best Pop Song                          | Vincitore/trice |
| 2010   | Eurovision Song Contest          | Semi final                             | Qualificata     |
| 2010   | Eurovision Song Contest          | Final                                  | 3º posto        |
| 2014   | Eurovision Song Contest          | Semi final                             | Qualificata     |
| 2014   | Eurovision Song Contest          | Final                                  | 11º posto       |

## Discografia
1. Only Love

May, 1998
Formato: CD
Etichetta: Roton
Note: Album di debutto
1. Ştiu că Exist 1998

Formato: CD
Etichetta: Roton
1. Colinde şi cântece sfinte

Dicembre, 1998
Formato: CD
Etichetta: Cat Music
Note: Christmas album, conNarcisa Suciu
1. De Dragoste

Release Date: Novembre, 1999
Formato: CD
Etichetta: Roton
Note: Compilation album
1. Mă Voi Întoarce

Release Date: 2001
Formato: Audio cassetta
Etichetta: Cat
1. Ştii ce înseamnă

Release Date: 2001
Formato: CD
Etichetta Roton
1. Prima Selectie , 2001

Formato: CD
Etichetta: Roton
Best Of
1. 2002 Albumul de Craciun

etichetta: Roton
Note: Christmas album
1. 2003 Fără Sfârşit

Format: CD
Etichetta: Roton, Universal
1. 2006 De Sărbători 2006

Formato: CD
Etichetta: Roton
Note: Christmas album
1. 2009 Culeg Vise

2009
Format: CD, digital download
Etichetta: Universal, Unicorn
1. Believe

Giugno 2009
Format: CD
Roton, Universal
Note: primo album in Inglese
1. Playing With Fire

2010
Note: con Ovi, Eurovisione